# (1853) McElroy
(1853) McElroy – planetoida z pasa głównego asteroid okrążająca Słońce w ciągu 5,36 lat w średniej odległości 3,06 j.a. Została odkryta 15 grudnia 1957 roku w Goethe Link Observatory w Brooklyn w stanie Indiana. Nazwa planetoidy pochodzi od Williama Davida McElroya, amerykańskiego biologa i biochemika.